# Élections générales yukonnaises de 1970
Les élections générales yukonnaises de 1970 ont lieu le 8 septembre 1970 afin d'élire les sept membres du Conseil territorial du Yukon (en). À cette époque, le conseil était non partisan et avait principalement pour rôle de conseiller le commissaire nommé par le gouvernement du Canada. Il y avait 21 candidats. 5 152 personnes ont voté sur un potentiel total de 7 700 électeurs, c'est-à-dire un taux de participation de 66,9 %.
Les membres élus au conseil furent Hilda Watson, Ken McKinnon, Norman Chamberlist (en), Don Taylor (en), Clive Tanner, Mike Stutter et Ronald Rivett (en). Hilda Watson et Norman Chamberlist furent les deux membres nommés au nouveau comité exécutif du conseil.

## Résultats
| Circonscription      | Gagnant                     | Deuxième                | Troisième         | Quatrième             | Cinquième       |
| -------------------- | --------------------------- | ----------------------- | ----------------- | --------------------- | --------------- |
| Carmacks-Kluane (en) | Hilda Watson 314            | John Livesey (en) 103   |                   |                       |                 |
| Dawson               | Mike Stutter 258            | Tony Penikett (NDP) 116 | Fabien Salois 108 | Paul McLeod Finley 54 | Jimmy Mellor 20 |
| Mayo (en)            | Ronald Rivett (en) 248      | George Dobson 69        | Jean Gordon 46    |                       |                 |
| Lac Watson           | Don Taylor (en) 397         | R. W. Stubenberg 275    |                   |                       |                 |
| Whitehorse-Est (en)  | Norman Chamberlist (en) 548 | Don Branigan 362        | Ralph Hudson 348  |                       |                 |
| Whitehorse-Nord (en) | Clive Tanner 372            | Harvey Kent 235         | Jack Burrows 210  |                       |                 |
| Whitehorse-Ouest     | Ken McKinnon 444            | John Watt 294           | John Hoyt 281     |                       |                 |